# 小寺和久
小寺 和久（こてら かずひさ、1983年2月 - ）は日本の脚本家。
大阪府大阪市出身。大阪府立市岡高校、同志社大学経済学部卒業。シャープ株式会社、株式会社KADOKAWAに勤めた後、独立。
「一秒の奏でる世界」でショートショートフィルムフェスティバル＆アジア2014でジャパン部門優秀賞/東京都知事賞を受賞。TVドラマ「ドラマスペシャル 湊かなえサスペンス 望郷」(2016)で脚本家デビュー。「正体」(2024)で、第48回日本アカデミー賞優秀脚本賞を受賞した。

## 略歴
会社員時代に営業職として働いていたが、26歳のときに転勤で上京したことを機に、シナリオセンターへ通い始めた。 脚本に関心を持ったきっかけは、フルマラソン完走後に新たな挑戦を模索していた際、『1週間でマスター 斉藤ひろしのシナリオ教室』(雷鳥社)を手にしたことだったという。
2009年、逗子湘南ロケーション映画祭のシナリオコンクールに初めて応募し、短編シナリオ「ネコのあたまでお散歩を。」で大賞を受賞。 その翌年、自らの作品を映像化することになったことをきっかけに、映像制作の道へ進む。

## 受賞歴
2010年
- 逗子湘南ロケーション映画祭 シナリオ大賞『ネコのあたまでお散歩を。』

2014年
- ショートショートフィルムフェスティバル＆アジア2014 ジャパン部門優秀賞/東京都知事賞 (『一秒の奏でる世界』)[3]

2025年
- 第48回日本アカデミー賞 優秀脚本賞 (『正体』)[1][4]

## 作品

### 映画
- 光と血 (2017年6月3日公開)
- 過ぎて行け、延滞10代 (2017年12月2日公開)
- デイアンドナイト (2019年1月26日公開)
- 明け方の若者たち (2021年12月31日公開)
- さがす (2022年1月21日公開)
- MIRRORLIAR FILMS Season3『沙良ちゃんの休日』(2022年5月6日公開)
- スウィートビターキャンディ (2022年7月15日公開)
- 正体 (2024年11月29日公開)

### 配信作品
- 全裸監督 シーズン2 (2021年6月24日配信、Netflix)
- ある夜、彼女は明け方を想う (2022年1月8日配信、Amazon Prime Video)
- 新聞記者（2022年1月13日配信、Netflix）

### ドラマ
- ドラマスペシャル 湊かなえサスペンス 望郷 (2016年9月28日、テレビ東京)
- 片想いの敵 (2017年10月期、フジテレビ)
- 新宿セブン (2017年10月期、テレビ東京）
- 怒Sナイトの乱 やっぱりテレビ関係者は観ないでください (2019年2月期、静岡放送)
- 虫籠の錠前 (2019年3月期、WOWOW)
- ぴぷる～AIと結婚生活はじめました～ (2020年5月期、WOWOW)
- アバランチ (2021年10月期、関西テレビ)
- ダメな男じゃダメですか? (2022年2月期、テレビ東京)
- ウツボラ (2022年3月期、WOWOW)
- ∞ゾッキ 見張り台 (2022年5月22日、BSJapanext)
- ハスリンボーイ (2024年11月期、WOWOW)
- まぐだら屋のマリア (2025年3月29日、NHK）